# Torre de Cope
La torre de Cope, también denominada del Santo Cristo, es una torre vigía situada en el término municipal de Águilas (Región de Murcia, España). Se encuentra al norte de cabo Cope, junto a la orilla del mar, dentro de los límites del parque regional de Cabo Cope y Puntas de Calnegre. Está catalogada como Bien de Interés Cultural (BIC).

## Historia

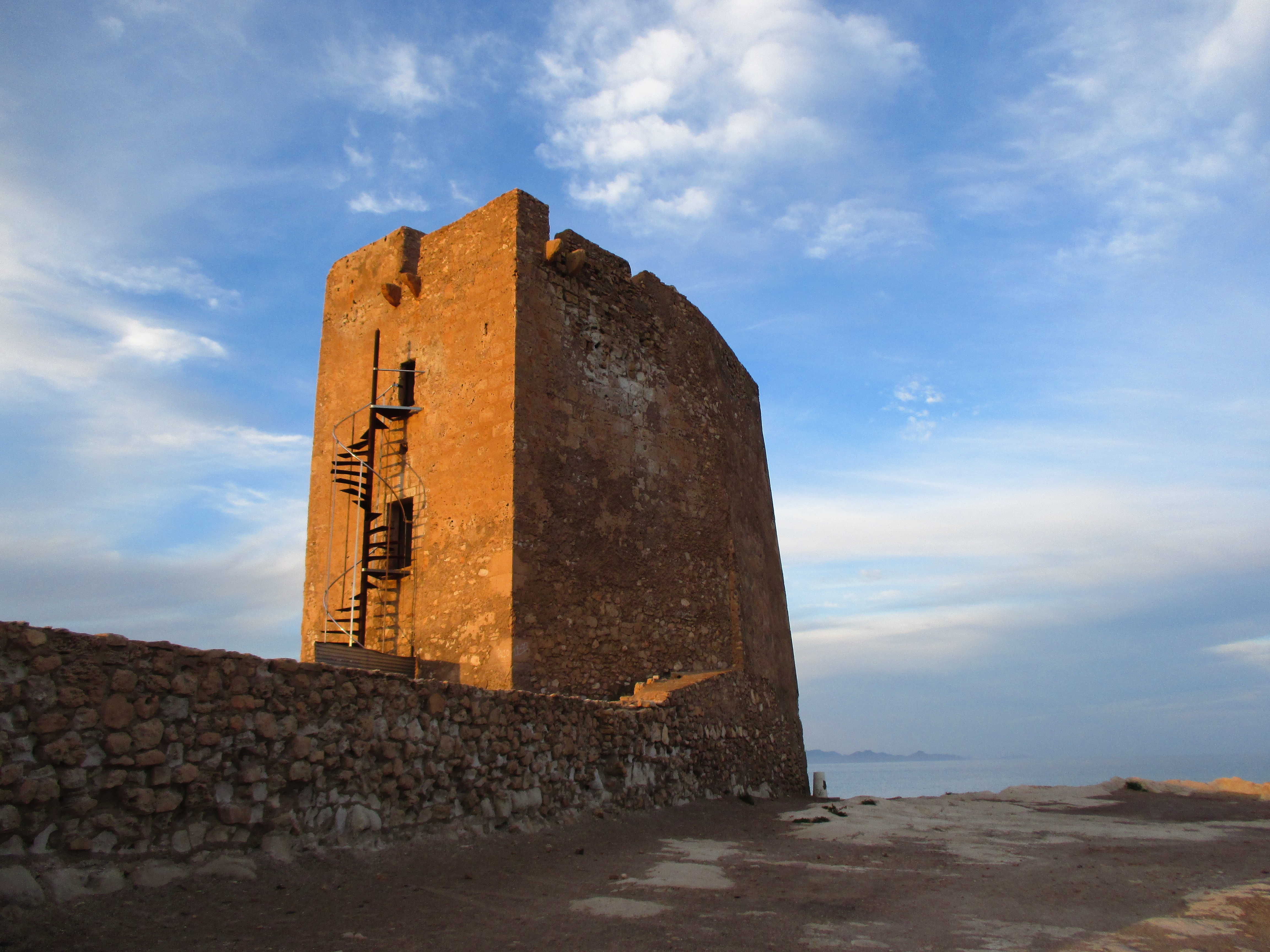
Vista del lado sudoeste de la torre.

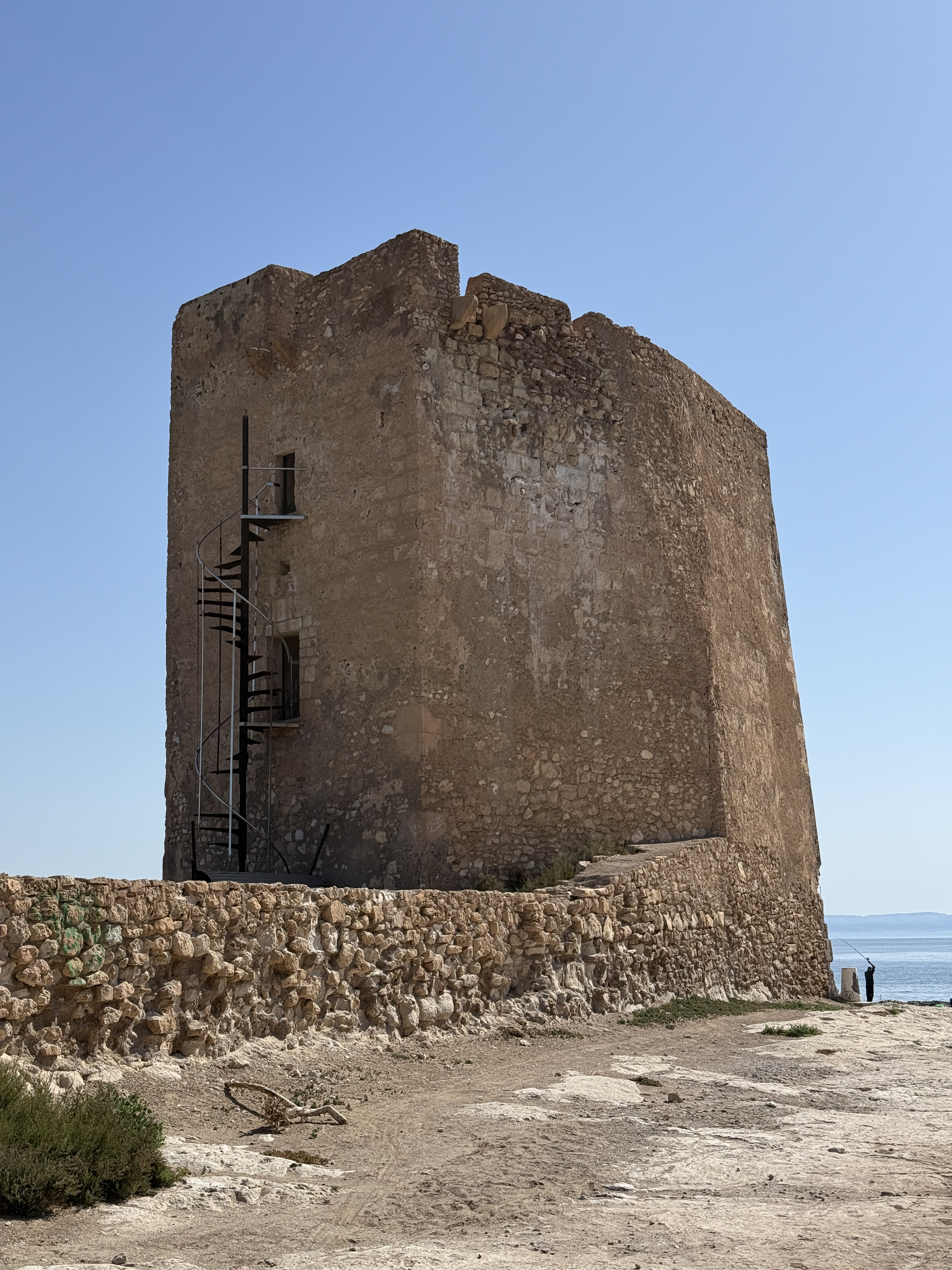
Vista total y centrada de la Torre de Cope

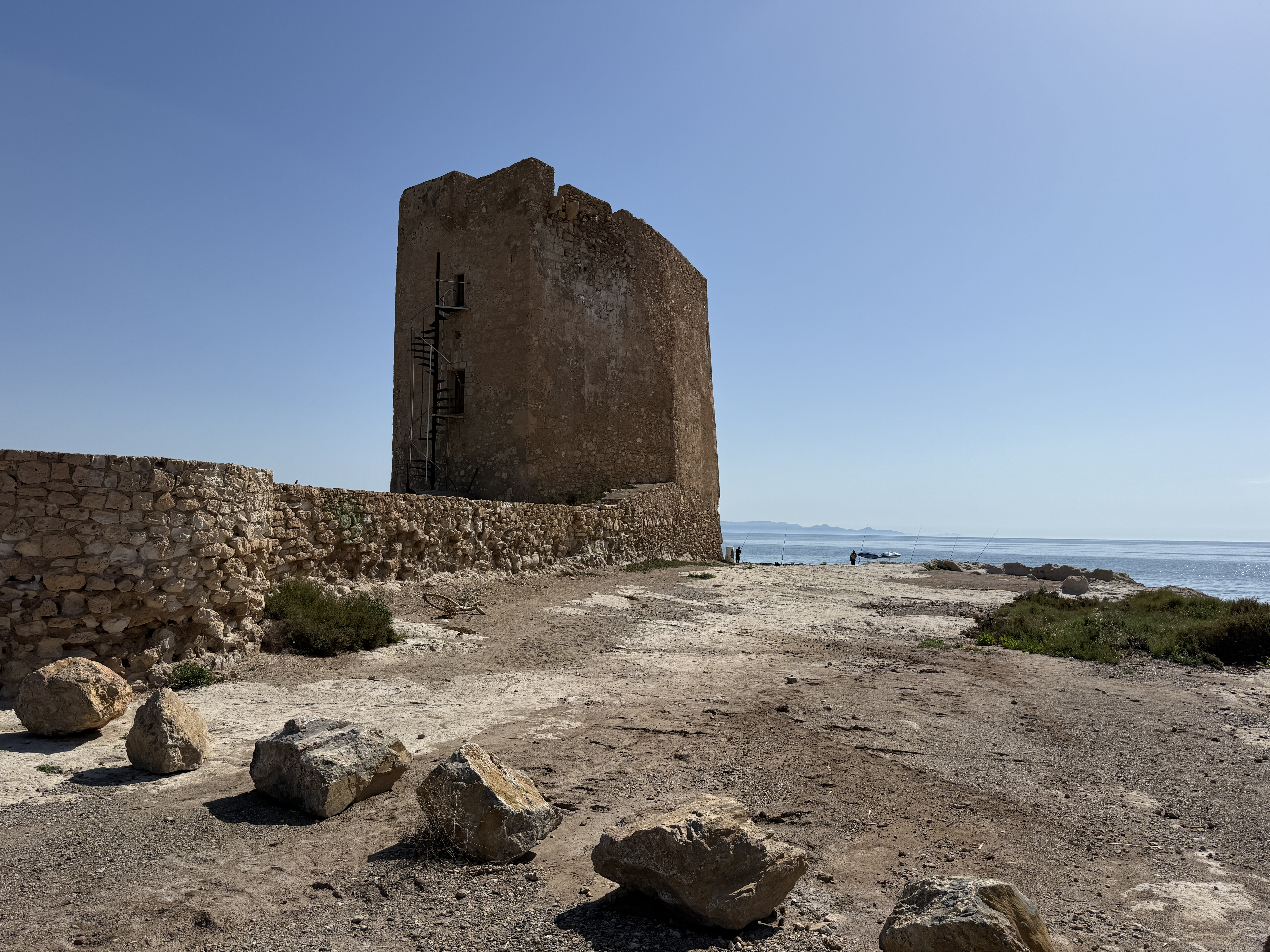
Vista total y centrada del entorno cercano a la Torre de Cope

La torre data del siglo XVI y fue construida por el concejo de Lorca debido a los ataques frecuentes de corsarios norteafricanos musulmánes y piratas berberiscos hacia los pescadores y pastores de la zona.
En 1539, el rey Carlos I de España  había ordenado al Concejo de Lorca la construcción de una torre en Cope. En 1568, el rey Felipe II encarga a Vespasiano I Gonzaga la inspección y proyecto de construcción de las fortificaciones del puerto de la ciudad de Cartagena y litoral del Reino de Murcia, de la costa del Reino de Valencia y los puertos africanos de Orán y Mazalquivir. En este viaje, Vespasiano Gonzaga fue acompañado del prestigioso ingeniero militar Juan Bautista Antonelli. A raíz de este viaje, se proyecta la ampliación y culminación de la Torre de Cope, cuyas obras terminan en  1574.
A partir de aquí, un grupo permanente, en torno a tres o cuatro personas vigilaban desde la torre y la custodiaban.
La torre fue restaurada entre 1990 y 1991, junto con la Torre de Santa Isabel o de Las Cumbres (en el Puerto de Mazarrón), como parte del convenio establecido entre la Comunidad Autónoma de Murcia y el INEM (1988-89) para la restauración de castillos de la Región de Murcia. El presupuesto para la restauración de ambas torres ascendió a 6.250.393 pesetas. En el mismo convenio, pero con un presupuesto independiente, se restauró la Torre de Santa Elena de La Azohía.

## Descripción arquitectónica y evolución
La Torre de Cope fue edificada en un emplazamiento cercano a un manantial, aunque rodeado de irregularidades topográficas que facilitaban su asedio. El diseño original consistía en una torre exenta de planta cuadrada, con almenas, saeteras, un matacán y una puerta de acceso elevada, a la que se accedía mediante una escala que los soldados retiraban en caso de peligro. La construcción, interrumpida en una primera fase, no se concluyó hasta 1574, bajo la supervisión de Vespasiano Gonzaga y Juan Bautista Antonelli.
Posteriormente, la torre fue ampliada y reforzada para adaptarse a nuevas necesidades defensivas. Se añadieron un cuerpo trapezoidal adosado a la cara marítima y un revellín exterior con dos torres circulares flanqueando la entrada. La mitad de la torre se hizo maciza para resistir la artillería enemiga. En 1702 se realizaron nuevas reformas para albergar una mayor guarnición y, en 1801, sus dependencias se adaptaron como almacenes para productos de las almadrabas locales. El abandono progresivo tras el cese de incursiones berberiscas y la posterior restauración en el siglo XX han determinado su estado actual, que permite la visita parcial del interior mediante una escalera de caracol instalada en la restauración.